# IJsselmonde
IJsselmonde (in italiano Bocca d'IJissel) è un'isola del delta del Reno, della Mosa e della Schelda, nella provincia dell'Olanda Meridionale nei Paesi Bassi. Il nome deriva dal fatto che l'omonimo villaggio che dà il nome a tutta l'isola e che oggi è parte integrante della città di Rotterdam, si trova in prossimità dell'ingresso dell'Hollandse IJssel nel Nieuwe Maas.
Il territorio dell'isola è suddiviso tra i comuni di Albrandswaard (le cui principali località sono Poortugaal e Rhoon), Barendrecht, Hendrik-Ido-Ambacht, Ridderkerk, Zwijndrecht e la parte meridionale di Rotterdam. L'area residenziale fa parte dei sobborghi della città di Rotterdam e solo una piccola porzione a sud dell'isola è dedicata all'agricoltura.
Originariamente la parte orientale dell'isola, chiamata Zwijndrechtse Waard, era un'isola a sé stante ma la deviazione del corso del Waal ha unito le due isole. Essendo Zwijndrechtse Waard più piccola di IJsselmonde, generalmente si considera la prima parte integrante della seconda.